# Вонкойе, Мохамед
Амаду Джибо Мохамед Вонкойе (фр. Amadou Djibo Mohamed Wonkoye; род. 19 мая 1994, Ниамей) — нигерский футболист, полузащитник гвинейского клуба «Хоройя» и национальной сборной Нигера.

## Клубная карьера
Начал карьеру в сезоне 2011/12 в клубе «Ред Булл Гана». С 2012 по 2014 год выступал за ивуарийский «АСЕК Мимозас». В 2014 году вернулся на родину, где представлял цвета «Кандаджи Спорт». В феврале 2015 года Вонкойе заключил контракт с португальской «Брагой», где не сумел дебютировать даже за фарм-клуб. После этого играл за «Сахель».
Летом 2017 года перешёл в гвинейскую «Хоройю». В составе команды четырежды побеждал в местном чемпионате. Вместе с командой доходил до 1/4 финала Лиги чемпионов КАФ в сезоне 2018/19. За время выступлений в «Хоройе» Вонкойе участвовал в более 30 матчах Лиги чемпионов КАФ и Кубка конфедерации КАФ.

## Карьера в сборной
В составе национальной сборной Нигера дебютировал 14 ноября 2012 года в товарищеской игре против Сенегала (1:1). Участвовал в трёх отборочных турнирах на Кубок африканских наций и двух отборах к чемпионату мира. По состоянию на 2021 год провёл за сборную 33 официальных матча, в которых отличился 4 забитыми голами.

## Достижения
- Чемпион Гвинеи (4): 2017/18, 2018/19, 2019,20, 2020/21